# あなたに逢いたくて…
『あなたに逢いたくて… 〜中京テレビが見つめる7つのエリア〜』（あなたにあいたくて ちゅうきょうテレビがみつめるななつのエリア）は、2009年7月20日から2010年1月31日まで中京テレビで開局40周年記念番組として放送された紀行番組・ドキュメンタリー番組。全8回。

## 概要
当時中京テレビのアナウンサーだった本多小百合がロケ車や鉄道に乗って東海3県各地を旅し、旅先の土地固有の文化と現地で出会った人々とのふれあいを体感していた番組である。本多は毎回その日の内容に合う花言葉を持つ植物を現地まで持っていき、それをロケの終了時に現地の人々に自ら手渡していた。最終回では、本多がこの番組を通じて出会った人々に再び会いにロケ車に乗り、東海3県各地を回った。
なお、中京テレビが開局40周年を記念して製作した番組はこの番組以外にも多数存在し、2010年2月に全ての番組が終了するまで散発的に放送されていた。詳細は本稿最下段の外部リンクを参照。

## 出演者
- 本多小百合（当時中京テレビアナウンサー） - リポーター兼ナレーター。放送第2回目で龍神伝説の説明に使った絵も本多自らが描いた。
- 佐藤啓（中京テレビアナウンサー） - 本多とともにこの番組のナレーションを担当。最終回では佐藤もロケに参加し、本多とともに各地を回った。
- ほか、番組の冒頭ではその日のロケに同行するスタッフも出演していた。

## スタッフ
- 企画 - 瀬古隆司
- 作家 - 浅野範子
- ディレクター - 山本晃生
- プロデューサー - 田中穂積
- チーフプロデューサー - 長谷川治彦
- 制作協力 - 中京テレビ映像企画
- 製作著作 - 中京テレビ

## 放送リスト
放送日時は全てJST。

### 第1回
- サブタイトル - 『潮風に吹かれて 〜伊勢志摩〜 ベテラン海女に学ぶ 海の男に逢いに行く』
- 放送日時 - 2009年7月20日 16:20 - 16:53

### 第2回
- サブタイトル - 『変わりゆく温泉地・下呂 龍神火まつりを始めたお祭り男に逢いに行く』
- 放送日時 - 2009年8月23日 16:30 - 17:00

### 第3回
- サブタイトル - 『〜円頓寺・四間道界隈〜 着物で散歩を楽しむ町へ 那古野下町衆に逢いに行く』
- 放送日時 - 2009年9月20日 16:30 - 17:00

### 第4回
- サブタイトル - 『人と馬が触れ合う町へ 〜笠松〜 商店街を白馬で散歩する紳士に逢いに行く』
- 放送日時 - 2009年10月25日 16:30 - 17:00

### 第5回
- サブタイトル - 『〜三重・伊賀市〜 老舗の蔵元を支える女性たちに逢いに行く』
- 放送日時 - 2009年11月29日 16:30 - 17:00

### 第6回
- サブタイトル - 『〜愛知・東栄町〜 自然に包まれて太鼓 ちゃぼとその仲間たちに逢いに行く』
- 放送日時 - 2009年12月27日 10:55 - 11:25

### 第7回
- サブタイトル - 『〜鳥羽・答志島〜 島の素顔を見せる旅を作る 島のかあちゃんに逢いに行く』
- 放送日時 - 2010年1月24日 10:55 - 11:25

### 最終回スペシャル
- サブタイトル - 『もう一度あなたに逢いたくて…』
- 放送日時 - 2010年1月31日 15:00 - 16:00